# Markku Löytönen
Markku Kalervo Löytönen, född 4 januari 1955 i Esbo, är en finländsk geograf.
Löytönen avlade filosofie doktorsexamen 1986. Han var 1995–1999 biträdande professor i geografi vid Åbo universitet och utnämndes 1999 till professor i kulturgeografi vid Helsingfors universitet. Som forskare har han främst ägnat sig åt kvantitativa metoder, GIS och medicinsk geografi; hans AIDS-forskning har även väckt internationell uppmärksamhet.
Löytönen har utgett drygt 260 vetenskapliga publikationer och flera prisbelönta populärvetenskapliga böcker om forskningsresande både för vuxna och barn, bland dem Matka-arkku: Suomalaisia tutkimusmatkailijoita (red., 1989), och Uutta maailmaa tutkimassa (2004). Bland hans talrika förtroendeuppdrag kan nämnas posten som vice president för Internationella geografiska unionen sedan 2000 och ordförandeskapet i IGU:s nationella kommitté för Finland 1994–2003.